# Sables-de-l'océan
Le sables-de-l'océan est un vin issu du vignoble des « sables de l'océan », qui s'étend sur une frange littorale du département des Landes, de Lit-et-Mixe au nord à Capbreton au sud.

## Présentation
Le vignoble des sables de l'océan est accroché aux dunes du littoral ou cultivés dans des plaines sablonneuses bordant l'océan. Les racines explorent un sous-sol de coquillages et de graviers marins. Le sable filtrant et chaud accélère la maturation du raisin. Les rouges et les rosés à base de Cabernet Franc, Cabernet Sauvignon, Tannat  expriment des arômes de violette et de bruyère. Les blancs secs à base de Chenin et de Crouchen sont parfumés, fruités et charnus. Cet encépagement est strictement fidèle à l'histoire du vignoble.
Au Domaine Les Dunes de La Pointe à Capbreton la vigne est conduite basse, en taille courte. Les densités de plantation sont élevées (7 000 pieds/ha) et les rendements faibles (40 hl/ha). L'écosystème dunaire est riche de vie mais fragile : le vigneron doit comprendre et savoir s'adapter pour le préserver. C'est pourquoi les techniques sont basées sur une fertilisation organique et un désherbage strictement mécanique. De nombreuses façons culturales sont pratiquées à la main cep après cep et le sol est protégé par un couvert végétal (association de graminées et de vesce) durant toute la période hivernale.
Les vendanges sont intégralement manuelles et les vins sont élaborés traditionnellement en chais.

## Historique

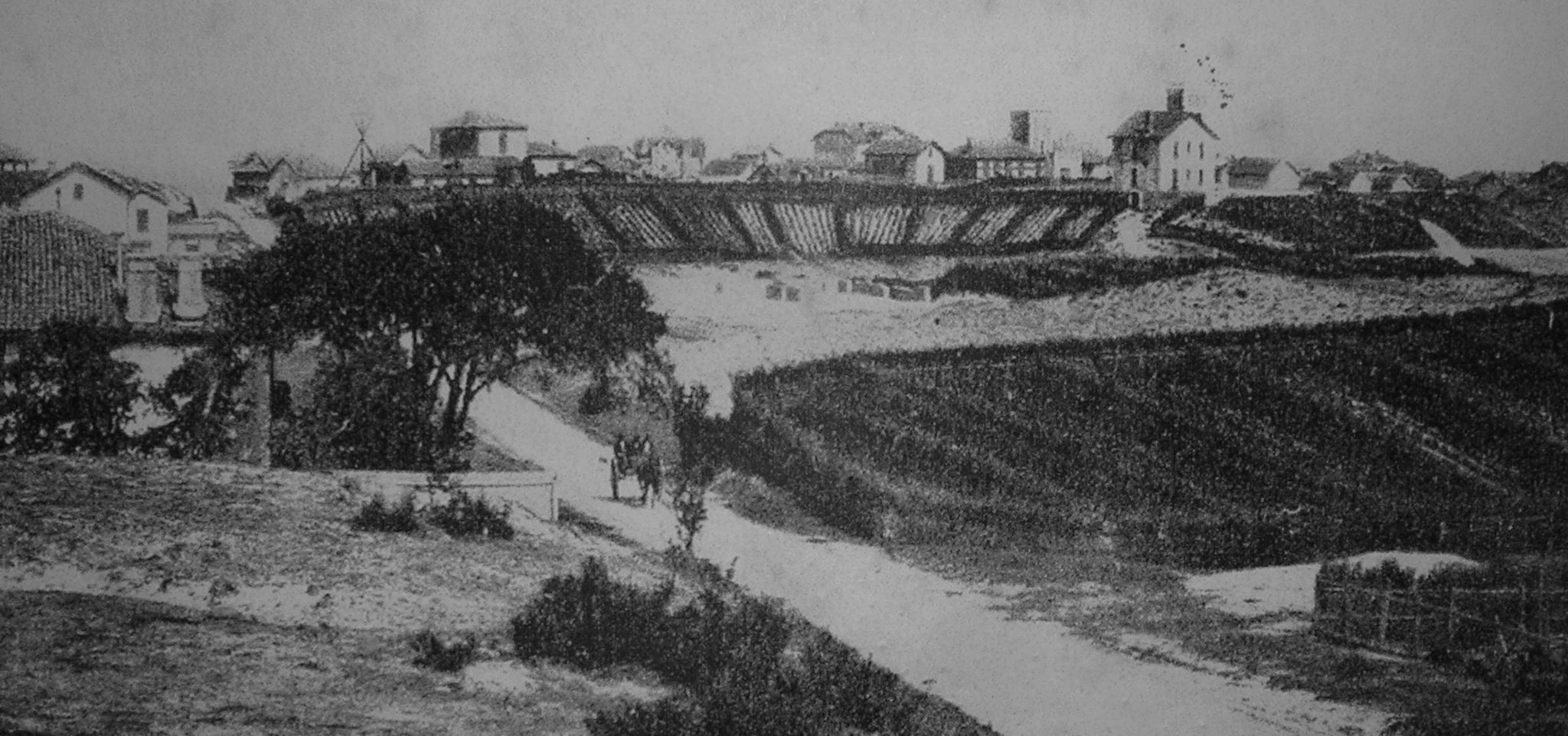
Vin de sable, vue ancienne de Capbreton et son vignoble sur la dune.

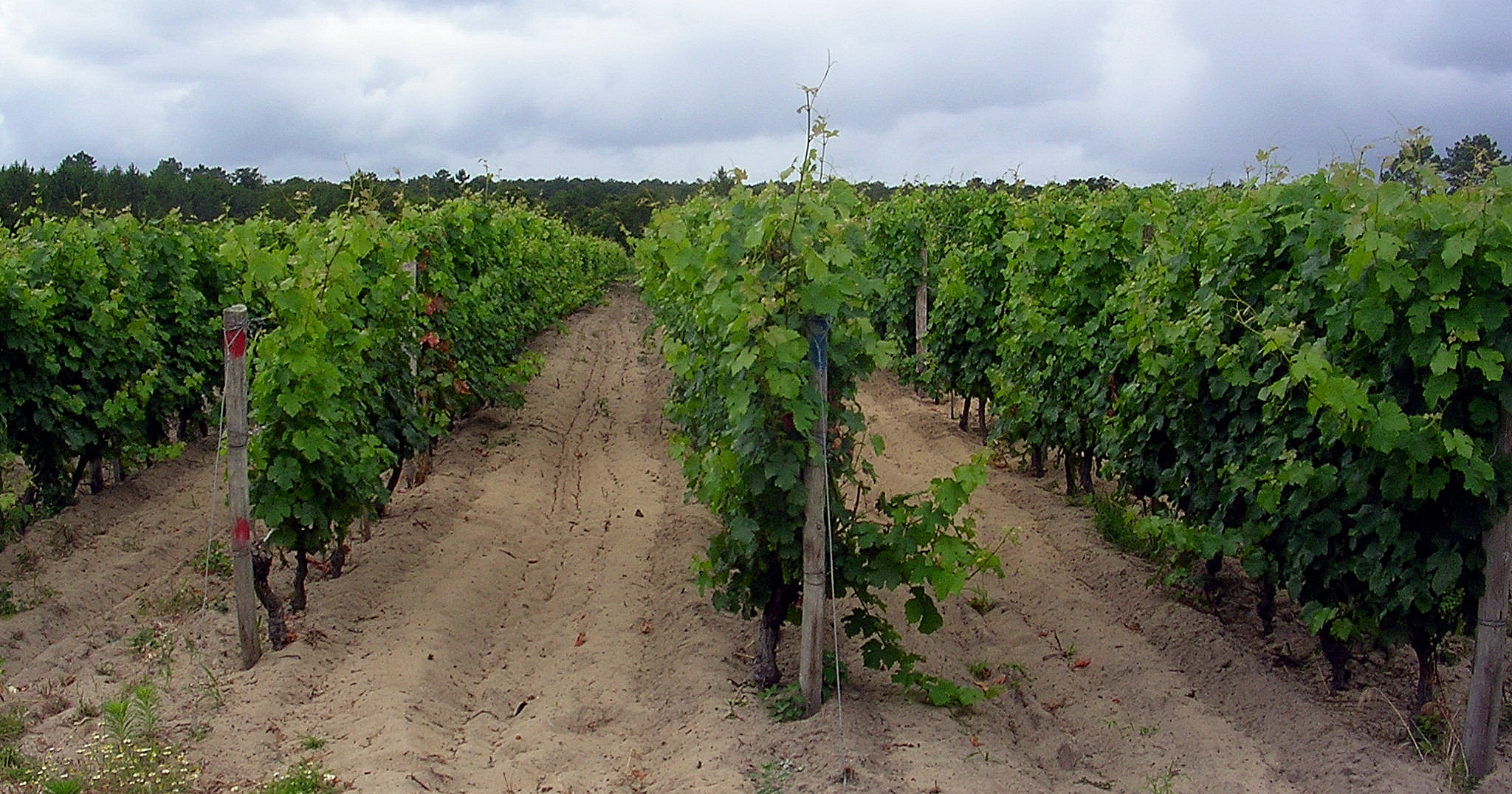
Vin de sable, domaine de Capbreton.

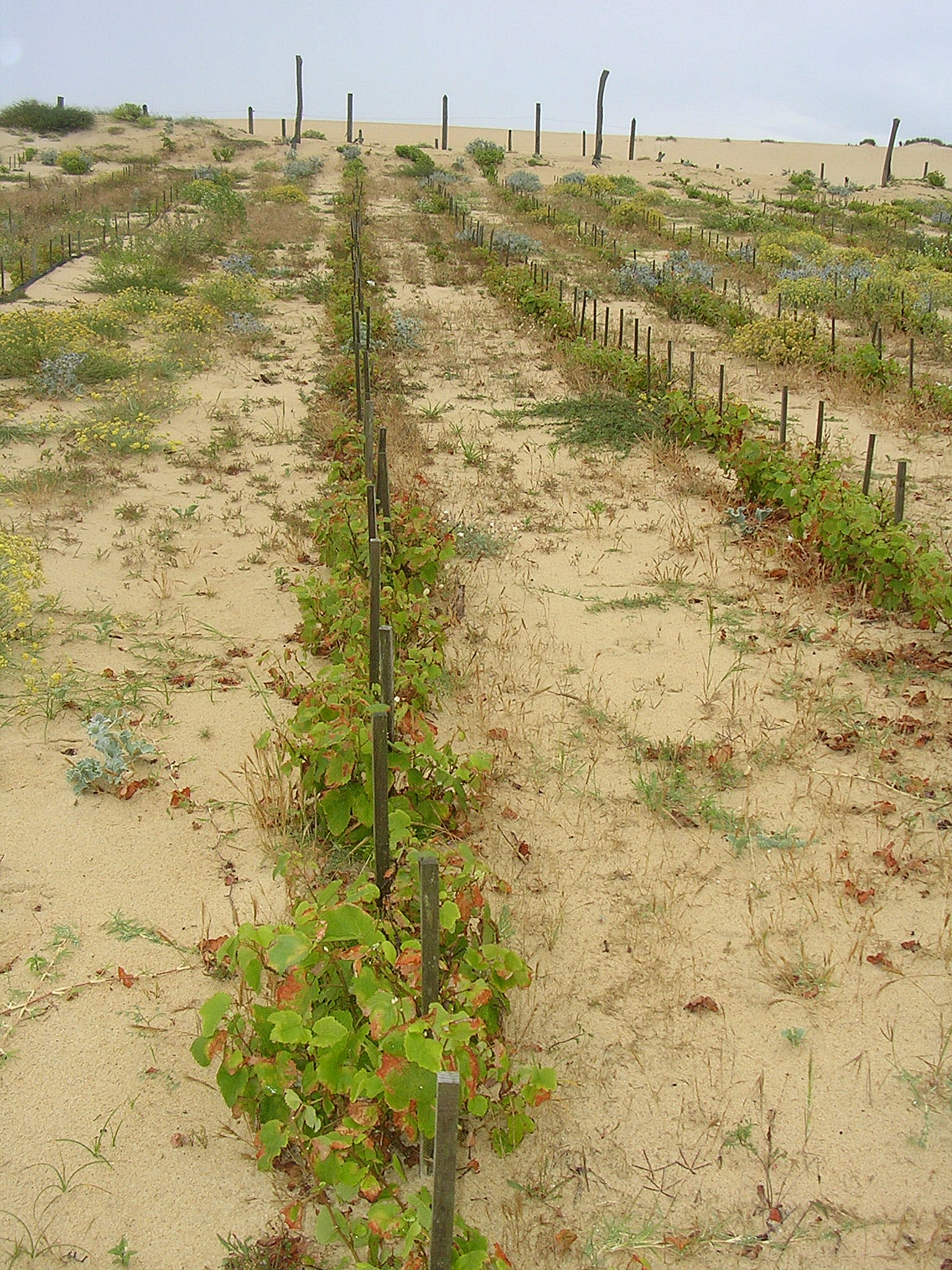
Vignoble jeune sur la dune de Capbreton.

Du XIIIe et XIXe siècles, les dunes de Capbreton, Vieux Boucau, Messanges et Hossegor sont fixées par des vignobles, dits vignobles de dunes. Très prisé, ce vin est rapidement soumis à l'imposition (XVIe siècle). En 1600, la commune de Messanges produit à elle seule 300.000 litres de vin, qui sont consommés dans le pays et exportés en Angleterre et en Hollande grâce à la proximité du port de Bayonne. On le trouve à cette époque le Capbreton rouge à la carte des menus royaux aux côtés de mets raffinés (on le sert notamment en 1680 à la cour du roi de France avec des oranges de Chine).
À Capbreton le vignoble est à l'époque composé de petites parcelles formant des dunes. Des palissades de brandes et de genêts divisent leur versant Est en « tournets » et servent de remparts à la vigne, plantée à l'abri des vents dominants porteurs d'embruns destructeurs. Les jeunes sarments ne sont pas taillés car chaque année, on enfouit les ceps avec du sable amendé de coquillages ; les grappes reposant ainsi sur le sable brûlant de l'été, acquièrent une parfaite maturité. Cette pratique, appelée en gascon local "probagne", a longtemps persisté de Capbreton à Messanges, pour disparaître progressivement entre les deux conflits mondiaux : à cause de cette conduite très particulière de la vigne, on pouvait trouver il y a 50 ans de très vieux réseaux de racines, impressionnants par leurs dimensions latérales souterraines, qui contribuaient réellement à retenir le sable des dunes.
En effet, outre la production de vin, les pieds de vigne doivent contribuer à fixer un peu le sable de certaines dunes des côtes assez instables du Maremne et du Marensin, à une époque où les dunes ne sont pas encore fixées, ni l'Adour définitivement au Boucau Neuf.
Camille Bonnard écrit en 1833 :

« Pourra-t-on retenir un cri de surprise et d'admiration lorsqu'après avoir gravi en s'enfonçant à mi-jambe, on se trouve à l'entrée du labyrinthe dans les détours duquel d'innombrables ceps de vigne étalent leurs rameaux verdoyants (...) Ces palissades ou balises presque aussi nombreuses que les pieds de vignes (...) sont destinées à recevoir le choc des vents d'ouest dont un souffle destructeur soulève et agite les dunes contre lesquelles se brisent les flots d'une mer toujours couroucée. »

— Originalités du vignoble disparu des dunes du littoral landais, Jean-Jacques Taillentous, in Mémoires en Marensin, bulletin n°10-1999
Le docteur Guyot, biologiste et agronome, écrit en 1868 : 

« … depuis cinq à six siècles, les intelligents et courageux habitants de Capbreton n'ont pas craint de planter de la vigne dans les sables mouvants des dunes… », et d'ajouter que le vin est « très remarquable par ses qualités de couleur, de corps, de spiritueux et de bouquet. »

Après l'apparition de l'oïdium en 1852, du mildiou en 1878 et du black rot en 1885, le vignoble périclite pour disparaître presque complètement sur près d'un siècle, faisant du vin de sable un vignoble résiduel, une survivance du côté de Messanges, Moliets-et-Maa, Lit-et-Mixe et Capbreton : quelques arpents pour occuper les vieux gemmeurs produisant leur vin de barròt. Quelques parcelles ont toujours demeuré à Messanges - gardiennes des cépages originaux que sont le "cruchen" (sable blanc de messanges) ou des formes de cabernet franc (messanges rouge ou sable rouge ou "cabretoun"). Depuis, quelques hectares ont été replantées à Messanges et à partir de 1995, à Capbreton, en respectant l'originalité des cépages locaux, de sorte que la production de "vin de sables" a été relancée : ainsi le vignoble revoit progressivement le jour, sous le regard d'oenologues et viticulteurs attentifs à promouvoir des vins de qualité.

## De nos jours
À Capbreton, les ceps de vignes sont établis sur les dunes du front de mer, au sud de la commune, à 100 et 800 mètres de la plage. Ils s'épanouissent à l'abri des vents salés, dans un milieu très particulier, fait de la douceur océane et de la chaleur du sable. Les nouveaux producteurs des vins de sables ainsi s'inscrivent dans la tradition des marins-vignerons qui firent la réputation du Capbreton rouge, du Tite de Crabe (chèvre en Gascon) ou chenin blanc.